# Frej Liewendahl

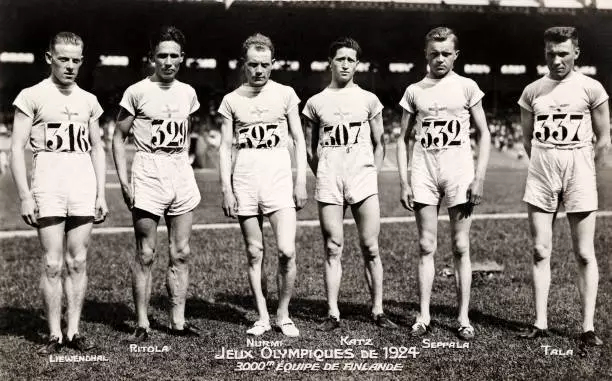
3000-Meter-Staffel 1924 – ganz links Frej Liewendahl

Frej Liewendahl (eigentlich Frey Fritiof Liewendahl; * 22. Oktober 1902 in Jomala; † 31. Januar 1966 in Mariehamn) war ein finnischer Mittel- und Langstreckenläufer.

## Leben
Liewendahl begann seine sportliche Laufbahn auf Åland, wo er 1922 bei den ersten åländischen Meisterschaften in der Leichtathletik drei Titel errang.
Bei den Olympischen Spielen 1924 in Paris wurde er Achter über 1500 Meter. Obwohl er im Mannschaftslauf über 3000 Meter nicht das Ziel erreichte, wurde er wie die anderen Mitglieder des siegreichen finnischen Teams mit der Goldmedaille ausgezeichnet.
1928 hatte sich Liewendahl über 800 als auch über 1500 Meter erneut für die Olympischen Spiele qualifiziert. Er erhielt keine Startberechtigung, da er angeblich keinen finnischen Nachnamen annehmen wollte. Im gleichen Jahr beendete er seine Laufbahn.

## Persönliche Bestzeiten
- 1000 m: 2:30,2 min, 13. Juli 1926, Stockholm
- 1500 m: 4:00,3 min, 10. Juli 1924, Paris
- 3000 m: 8:56,9 min, 25. Mai 1924, Helsinki

## Ehrungen
2024 brachte Åland Post 100 Jahre nach seinem Erfolg zur Erinnerung eine Briefmarke heraus.